# Карл Лахман
Карл Конрад Фридрих Вилхелм Лахман (4. март 1793 — 13. март 1851) био је немачки филолог и критичар.
У библијској науци Лахман је познат по томе што је 1831. први начинио прву критичку верзију грчког текста Новог завета, која није била заснована на Textus Receptus-у Еразма Ротердамског. После више од 300 година, свету је најзад дато издање Новог завета на грчком засновано искључиво на рукописима из антике.
Он је такође веома битан за развоје текстологије, јер је 1842. године установио чувену методу за класификацију рукописа на темељу упоређивања садржаја текста, која полази од тражења такозване заједничке грешке у кодексима; наиме, истој фамилији припадају кодекси који садрже исту значајну грешку.

## Дела
- (Берлин, 1837)
- (Гетинген, 1815)
- (Берлин, 1819)
- (1822)
- (Гентинген, 1816)
- (1829)
- (1831)
- (1833)
- (1833)
- (1835)